# Alessandro Pierini
Alessandro Pierini (Viareggio, 22 de març de 1973) és un exfutbolista italià, que ocupava la posició de defensa.

## Trajectòria
Format a la Udinese Calcio, jugaria a l'equip blanc-i-negre entre 1991 i 1999, sumant 123 partits i sis gols. Enmig, seria cedit a la Fidelis Andria. Entre 1999 i 2001 va destacar a les files de l'ACF Fiorentina.
L'estiu del 2001 va estar a punt de recalar al West Ham United FC anglès, però atès a causes personals, va romandre al seu país, a les files de la Parma FC, que el cediria a la Reggiana el 2003.
Després d'una breu tornada a la Udinese, per la temporada 04/05 marxa al Racing de Santander, de la primera divisió espanyola. No té massa fortuna al conjunt càntabre, on només suma cinc partits. Al mercat d'hivern d'eixe any fitxa pel Córdoba CF, que romania a Segona Divisió. Fins a la seua retirada el 2009, Pierini va ser un dels jugadors més destacats del conjunt andalús durant la segona meitat de la dècada, jugant tant a Segona com a Segona B. En retirar-se, va continuar a l'equip cordovès com a assistent.

## Internacional
Pierini va jugar un encontre internacional amb Itàlia el 2001, davant l'Argentina.